# Federación Ecuatoriana de Fútbol

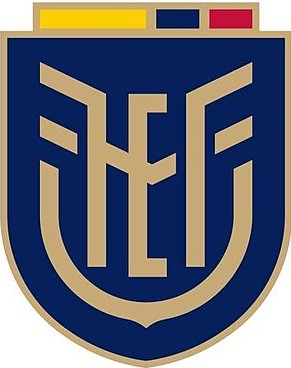
Logo der FEF

Die Federación Ecuatoriana de Fútbol (kurz: FEF) mit Sitz in Guayaquil ist der dem CONMEBOL angehörende Fußballverband von Ecuador. Gegründet wurde er 1925 als Federación Deportiva Nacional del Ecuador.
Die Federación Ecuatoriana de Fútbol ist für die Organisation der nationale Ligawettbewerbe und die Nationalmannschaft, die an Turnieren der CONMEBOL teilnimmt, zuständig.

## Geschichte
Im Jahr 1925 begannen die Provinzen Guayas und Pichincha damit, eine Amateurmeisterfußballmeisterschaft zu organisieren. Am 30. Mai 1925 wurde die Federación Deportiva Nacional del Ecuador gegründet, die unter ihrem Akronym Fedenador besser bekannt ist. Im Jahr 1926 organisierte das Comité Olímpico Ecuatoriano (Olympisches Komitee Ecuadors) eine nationale Olympiade in der Stadt Riobamba, bei der Fußball als Disziplin auf dem Programm stand und erstmals Mannschaften der Provinzen gebildet wurden. Die Mannschaft der gastgebenden Provinz Chimborazo gewann das Turnier ungeschlagen.
Ebenfalls im Jahr 1926 schloss sich Ecuador dem Weltfußballverband Fédération Internationale de Football Association (FIFA) an und 1927 dem südamerikanischen Fußballverband Confederación Sudamericana de Fútbol (CONMEBOL). Im Jahr 1940 wurden erstmals nationale Amateurmeisterschaften ausgerichtet, die bis 1949 stattfanden.
In den 1950er Jahren professionalisierten die Provinzen Guayas und Pichincha ihre Meisterschaften: 1951 richtet Guayas die erste professionale Provinzmeisterschaft aus und Pichincha übernahm dies 1953.
1957 wurde in Ecuador eine nationale Vereinsmeisterschaft ausgerichtet und Guyas und Pichincha beendeten ihren eigenständigen professionellen Meisterschaften. Eine nationale Vereinsmeisterschaft fand 1958 und 1959 nicht statt, wird aber seit 1960 jährlich ausgetragen.
Am 30. Juni 1967 wurde die  Asociación Ecuatoriana de Fútbol gegründet und schließlich am 26. Mai 1978 die Statuten und der Name des Verbandes geändert in Federación Ecuatoriana de Fútbol.